# パリジェンヌ事件

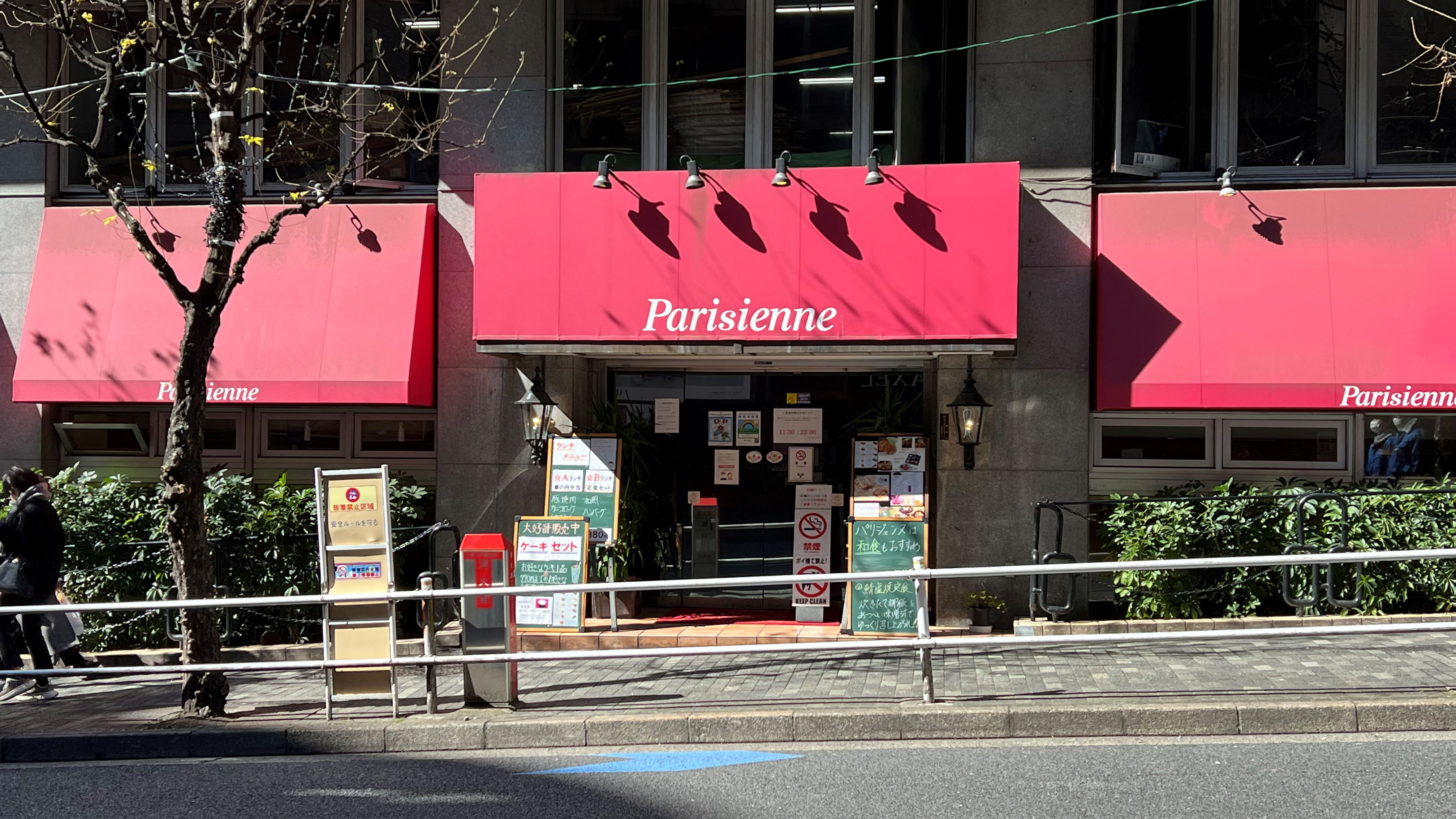
事件現場となった喫茶店「パリジェンヌ」（2023年撮影）

パリジェンヌ事件（パリジェンヌじけん）は、2002年9月27日に新宿・歌舞伎町の大型喫茶店「パリジェンヌ」で住吉会系の暴力団員がチャイニーズマフィアに射殺された事件。この事件は、チャイニーズマフィアの退潮という形で歌舞伎町の裏社会の勢力図を塗り替えるとともに、翌年に警視庁が組織犯罪対策部を設置する直接的な契機ともなった。

## 背景
日本での外国人犯罪は1980年代半ばまでは年に500件程度だったが、バブル景気を経た1991年には1万件、2005年には4万8千件を数える勢いで急増し、特に東京都の検挙数は群を抜いていた。一方、1992年施行の暴対法で苦境に陥っていた暴力団は資金難に窮し、それまで対立関係だったチャイニーズマフィアと手を組むようになり、1990年代には（特に東京で）暴力団と結託した外国人犯罪組織や覚醒剤密売グループの活動が目立つようになっていた。
1992年頃を境に韓国系・台湾系を抑えて歌舞伎町で台頭してきたチャイニーズマフィアの主力は当初は上海系と北京系だったが、1994年8月に区役所通り裏の中華料理店「快活林」（クァイホァリン）で上海系が北京系を襲撃して1人を死亡させる快活林事件を起こした。この事件は青龍刀という大仰な凶器が使われたこともあってセンセーショナルに報じられ、（当時はまだ）貧乏国の中国人がいつのまにか日本の裏社会に深く浸透してきたことを世間に強く印象づけた。
快活林事件は警察の厳しい取り締まりを招いて上海系と北京系は街から消え、代わりに台頭したのが福建系だった。しかし密入国・密出国を繰り返し根無し草のような福建系は平気で裏切りを繰り返すため、暴力団にとってなにかと下請けに使いづらい相手だった。
最後に台頭したのが、旧満洲（遼寧省・黒龍江省・吉林省）をルーツに持ち、中国残留孤児二世・三世を擁する東北系、いわゆる東北幇（トンペイパン）だった。彼らは日本語が通じ、日本に根を張った生活をしていることから信頼関係を築きやすく、窓口にすれば中国東北部から実行部隊の調達までしてくれることから、暴力団にとって使いやすいビジネスパートナーに成長していった。2000年頃にはマスコミのセンセーショナルな報道もあいまって、歌舞伎町がいまやチャイニーズマフィアに乗っ取られたかのようなイメージが世間に広まり、実際ヤクザに代わって怪しげな中国人が我が物顔で歌舞伎町を闊歩することが多くなっていた。

## 事件
事件の発端は、住吉会系下部組織と東北幇グループの宴席での諍いだった。100組織ほどの暴力団が割拠する当時の新宿の中でも住吉会は一定の版図を有する有力勢力であり、それはもともと二率会のシマだった新宿でおおまかに住吉会が歌舞伎町、極東会が二丁目を譲り受けたことによる。一方その頃のチャイニーズマフィアは首都圏各地で中国人の店からみかじめ料を徴収するようになっており、さらなるシノギを求めて歌舞伎町進出の足掛かりを模索していた。

### 前夜
2002年9月26日深夜から翌早朝にかけて、歌舞伎町のバッティングセンター近くの韓国系カラオケスナックで住吉会幸平一家大昇会の下部組織と東北幇のメンバー20-30人ほどが親睦のカラオケ大会を開いていた。はじめは「北国の春」やらヒップホップやらを歌って和やかな雰囲気だったが、酒が進むうち、交互に曲を入れるという不文律を無視して東北幇側が何曲も続けてマイクを独占したため住吉会側が「なぜ順番に歌わないのか」と注意したところ、東北幇側が逆切れして傍らのビール瓶を割って暴れ出して住吉会側に怪我人を出し、住吉会側も東北幇側のメンバーの腹を刺し、大乱闘に発展した。通報を受けて警察が駆けつけた時には男らは逃走した後だったが、店内は完膚なきほどに破壊しつくされていた。

### パリジェンヌ
事態を収束させるための手打ちに備えた住吉会側と東北幇側の話し合いが、27日の夜に早速設けられることになった。会合場所となった喫茶店「パリジェンヌ」は歌舞伎町の雑居ビル「風林会館」1階にある大型喫茶店である。

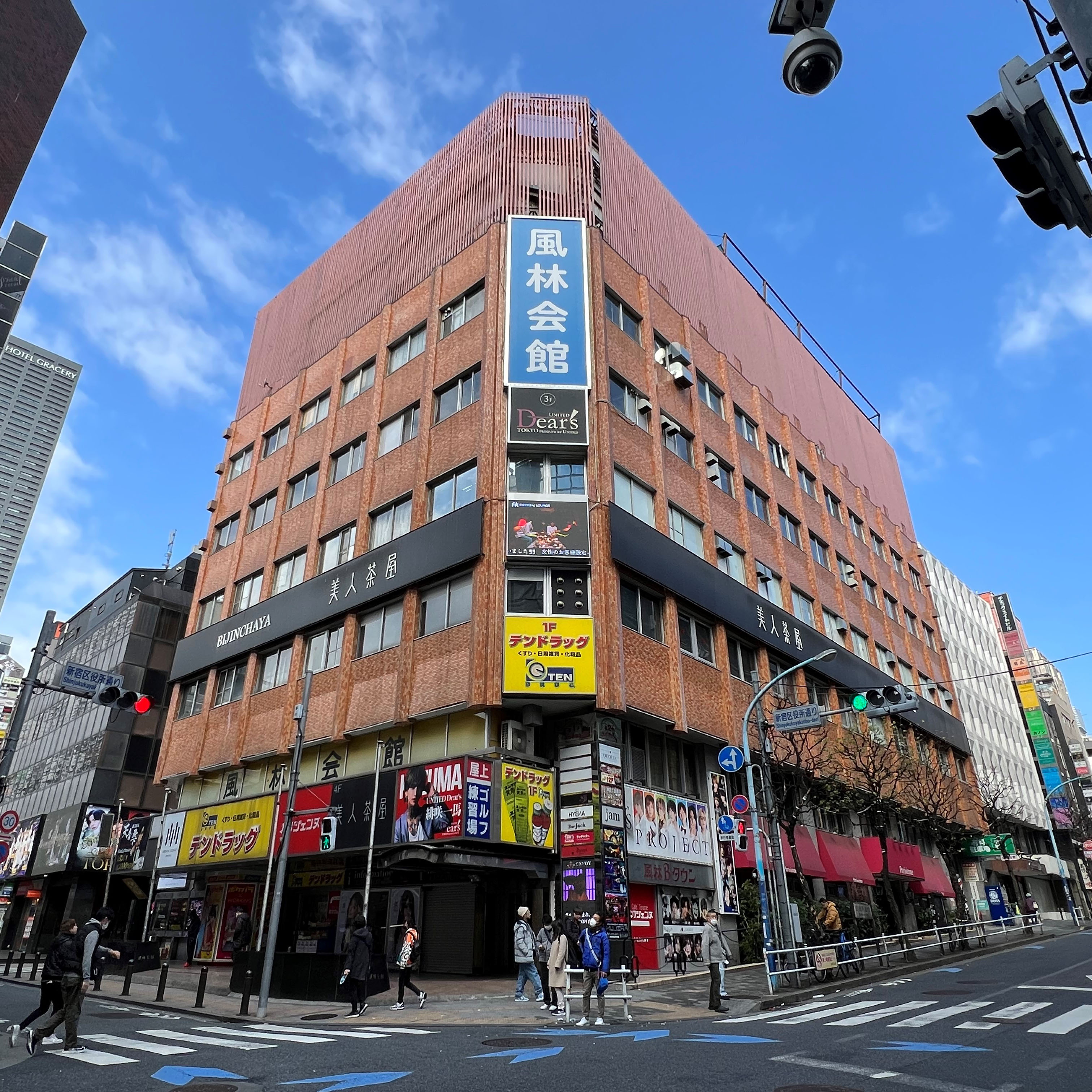
風林会館（2023年撮影）

風林会館は靖国通りから区役所通りに入って最初の交差点にあり、コマ劇場からゴールデン街にかけての歌舞伎町一帯の中心地に位置する、いわば「歌舞伎町のヘソ」とも言われるランドマークである。その1階で24時間営業する喫茶店「パリジェンヌ」は待ち合わせ場所として見つけやすく、店内が広く満席で入れないことがまず無いという使い勝手の良い店で、周辺に住吉会、極東会、東亜会などの事務所が多いことからヤクザ御用達の店として有名だった。歌舞伎町の喫茶店は一般に贔屓の組が決まっていて他の組が来店することはまずないが、「パリジェンヌ」だけは例外的にどの組も区別なく出入りする稀有な「緩衝地帯」となっていた。当時の店内は古びた純喫茶風でありながら赤いベルベットのソファーとシャンデリアという艶めかしい雰囲気で、堅気の客もいるにはいるが、主な客層は猛獣のようなオーラを放つ暴力団員や客と待ち合わせるホステスであり、制服警察官が定期的に店内を巡回し、警察関係者から陰で「動物園」と呼ばれるような店だった。半年前の3月には山口組山健組系の組織同士がシノギをめぐるいざこざから店内で乱闘騒ぎを起こし『実話ナックルズ』に乱闘中の写真付きでスクープされたりしていた。
住吉会側と東北幇側の協議は午後7時から、店内の正面奥左側のテーブルで始まった。住吉会側は住吉会幸平一家大昇会幹部で30代半ばのA、住吉会の二次団体の幹部であるBとCの計3人が現れた。そしてそれに向かい合って東北幇側のPとQが座ったが、実は別の4人が一般客を装って後ろのテーブルに控えていた。東北幇側の6人はいずれも構成員というよりは雇われた留学生、就学生、不法滞在者だったという。協議は最初は穏やかな調子で始まったが次第に怒鳴り合いとなり、始まってから数分してPが拳銃をテーブルの上にドンと置き「撃てるものなら撃ってみろ！」と挑発した。Aがその拳銃に手を伸ばすやいなや、Qが隠し持っていた拳銃を取り出して発砲し、後ろの4人も拳銃を取り出して発砲した。Aは頭や胸など4か所を撃たれ（1時間半後に死亡）、Bは足を1か所撃たれた（重傷）。
店内に居合わせた客は突然の銃声に仰天して逃げ惑い、一斉に店外へ逃げ出した。店内にはたまたま極東会の構成員も十数人いたが、呆気にとられてか関わり合いを嫌ってか銃撃犯に手を出すことは無かった。こうして発砲から十数秒の間に東北幇の6人は誰からも制止されないまま店の横の出入口から外に出て逃走した。
無傷だったCの通報で住吉会の組員たちが現場に駆け付け、極東会も合流して犯人探しに協力する暗黙の了解ができた。発砲から10分後くらいには200人ほどの暴力団員が風林会館の周囲を隙間なく取り囲んで封鎖し、野次馬が遠巻きにそれを眺めるという異様な雰囲気になっていた。発砲から20-30分後には駆け付けた警察官は100人を超え、警察犬や装甲警察車両も投入されて現場は騒然となった。動員された制服警官がペアで新宿駅の周囲を見回り、私服警官が現場周辺の風俗店などを注視・監視した。
この夜、さっそく中国人経営の店に火炎瓶が投げつけられる事件が起きた。

### 中国人狩り
日本の暴力団員（それも幹部クラス）がチャイニーズマフィアに殺されたことは関係者にとって大きな衝撃であり、住吉会のみならず全国の諸々の暴力団にとって到底看過できないものだった。各地の暴力団は組の垣根を越えて大同団結し、住吉会と親戚付き合いをしていた稲川会、敵対関係だがホットラインを持っていた山口組は素早く呼応した。山口組は若い兵隊を数十人規模で関西から東京へ新幹線で送り込んだ。
日本ヤクザのメンツを賭けた報復として、半ば公然とした「中国人狩り」が歌舞伎町で始まった。ターゲットは東北幇なら事件の関係者であろうが無かろうが見境なく、中国人経営の店で異臭騒ぎが起きたり、中国系クラブが多く入った雑居ビルに催涙スプレーらしいものが投げ込まれたり、中国エステの専属キャッチがヤクザに刃物で軽く刺されたりという事件が相次いだ。そして10月2日には東北幇トップの運転手である中国残留孤児三世の男性（事件とは無関係）が歌舞伎町で拉致され、腹部を十数か所も刺されて殺され、上落合の路上に打ち捨てられているのが見つかった。
中国系マッサージ店のなかには「韓国エステ」「韓国マッサージ」に衣替えする店も出始め、歌舞伎町は何か月も緊迫した状態が続いた。メディアは「年末にもヤクザとチャイニーズマフィアの大戦争が起こる」と書き立てたが、警察の追及を察知した双方は年末には手打ちの下交渉を済ませ、翌2003年1月に東京郊外の飲食店を借り切って上層部同士の大々的な手打ち式を行った。

### その後
警視庁の国際捜査課は防犯カメラの記録を駆使して事件2日後には早くも中国人3人を殺人などの疑いで逮捕しており、最終的に8人を逮捕した。そして中国に逃亡していた主犯格の男も2003年3月にマカオに入ろうとして中国の捜査当局に拘束され、黒龍江省へ移送された。彼の陳述によると、暴力団へ慰謝料を渡すようなことになると自分たちの面子がつぶれるため、初めから拳銃（マカロフ）で片をつけるつもりだったという。
報復として中国残留孤児三世が殺された件では2003年4月に幸平一家の組員5人が警視庁から指名手配され、3人が逮捕された。
石原慎太郎都知事の主導により、2003年4月から3ヵ月にわたって新宿で外国人の一斉取締り（いわゆる「歌舞伎町浄化作戦」）が実施され、千人近くの外国人が検挙されたことで、チャイニーズマフィアは地下への潜伏を余儀なくされた。結果として、パリジェンヌ事件を境に歌舞伎町から不良中国人の姿は一掃され、チャイニーズマフィアが我が物顔で新宿を歩くことは無くなった。

## 警察
従来の組織犯罪取り締まりは公安部・刑事部・生活安全部の縦割り行政の下で進められていたが、暴対法以降の暴力団の手口の巧妙化を受け、各部署が連携して対応力を強化するためにも情報収集・対策・取り締まりを一元化する組織再編の必要性が当局にも認識されていた。警察の威信を大きく傷つけたパリジェンヌ事件は、そうした組織再編の機運を一気に高めた。年度替わりとなる2003年4月に警視庁は組織犯罪対策部を立ち上げ、歌舞伎町のハイジアビルに事務所を設置した。